# Даніель Санабрія
Даніель Орасіо Санабрія Оейро (ісп. Daniel Horacio Sanabria Gueyraud, нар. 8 лютого 1977, Асунсьйон, Парагвай) — парагвайський футболіст, що грав на позиції захисника.
Виступав, зокрема, за клуби «Спорт Колумбія», «Лібертад» та «Коло-Коло», а також національну збірну Парагваю.

## Клубна кар'єра
У дорослому футболі дебютував 1995 року виступами за команду клубу «Спорт Колумбія», в якій провів три сезони. 
Згодом з 1999 по 2000 рік грав у складі команд клубів «12 жовтня» та «Бельмаре».
Своєю грою за останню команду привернув увагу представників тренерського штабу клубу «Лібертад», до складу якого приєднався 2001 року. Відіграв за команду з Асунсьйона наступні три сезони своєї ігрової кар'єри. Більшість часу, проведеного у складі «Лібертада», був основним гравцем захисту команди.
Протягом 2002 року на правах оренди захищав кольори японського клубу «Кіото Санга».
Протягом 2005—2007 років захищав кольори клубів «Коло-Коло», «Спортіво Лукеньйо», «Олімпія» (Асунсьйон) та «Америка» (Сан-Паулу).
Завершив професійну ігрову кар'єру у клубі «Індепендьєнте Медельїн», за команду якого виступав 2008 року.

## Виступи за збірну
2001 року дебютував в офіційних матчах у складі національної збірної Парагваю. Протягом кар'єри у національній команді, яка тривала 3 роки, провів у формі головної команди країни 6 матчів.
У складі збірної був учасником розіграшу Кубка Америки 2001 року у Колумбії, чемпіонату світу 2002 року в Японії і Південній Кореї.